# Tinodes baenai
Tinodes baenai är en nattsländeart som beskrevs av Gonzalez och Otero 1984. Tinodes baenai ingår i släktet Tinodes och familjen tunnelnattsländor. Inga underarter finns listade i Catalogue of Life.